# 小叶赛山梅
小叶赛山梅（学名：Styrax confusus var. microphyllus）为安息香科安息香属下的一个变种。

## 扩展阅读
- 維基物種上的相關：小叶赛山梅